# Jean Boudehen
Jean Boudehen, né le 11 janvier 1939 à Petit-Couronne (Seine-Inférieure) et mort le 4 septembre 1982 à Vallon-Pont-d'Arc (Ardèche), est un céiste français, médaillé olympique en course en ligne et champion du monde de descente.

## Palmarès
- Jeux olympiques de 1964 à Tokyo :
  -  Médaille d'argent en C-2 1 000 m, en équipage avec Michel Chapuis[1].
- Championnat du monde de descente de 1969 à Mâcot-la-Plagne :
  -  Médaille d'or en C-1.

## Reconversion
Compétiteur au palmarès bien fourni Jean Boudehen a été ensuite conseiller technique national (CTN) de la Fédération française de canoë-kayak (FFCK).

## Notoriété
La  ville de Petit-Couronne en Seine-Maritime lui a dédié une salle de sports.